# Encunyació a màquina

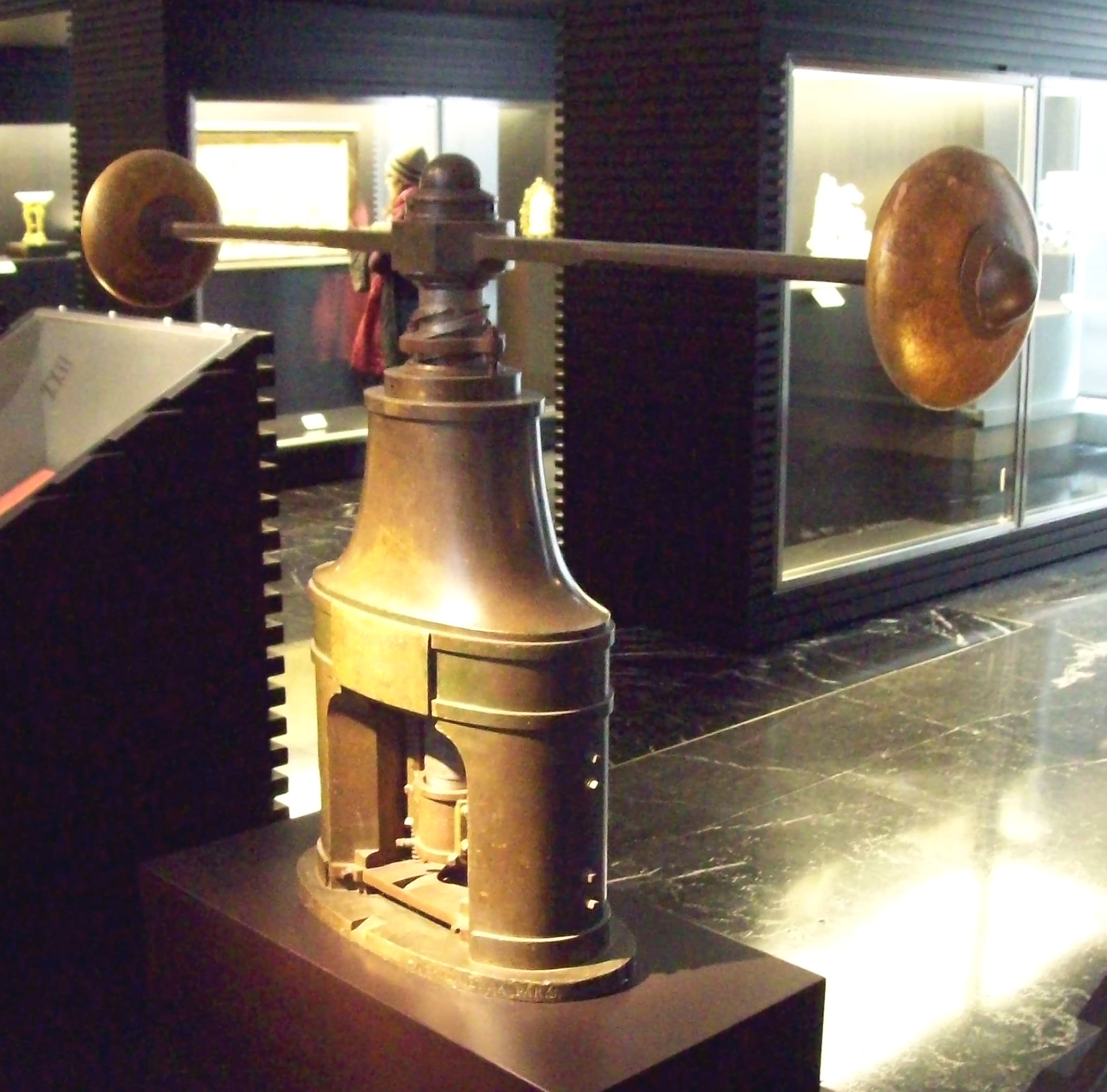
Volant d'encunyació de 1831, M.A.N., Madrid

En numismàtica, les expressions encunyació a màquina o encunyació amb premsa s'utilitzen per a descriure les monedes encunyades mitjançant algun tipus de màquina, en lloc de fer-ho de forma manual: bé fonent el metall en un motlle o bé martellejant-lo amb dues matrius (moneda martellejada)

## Història

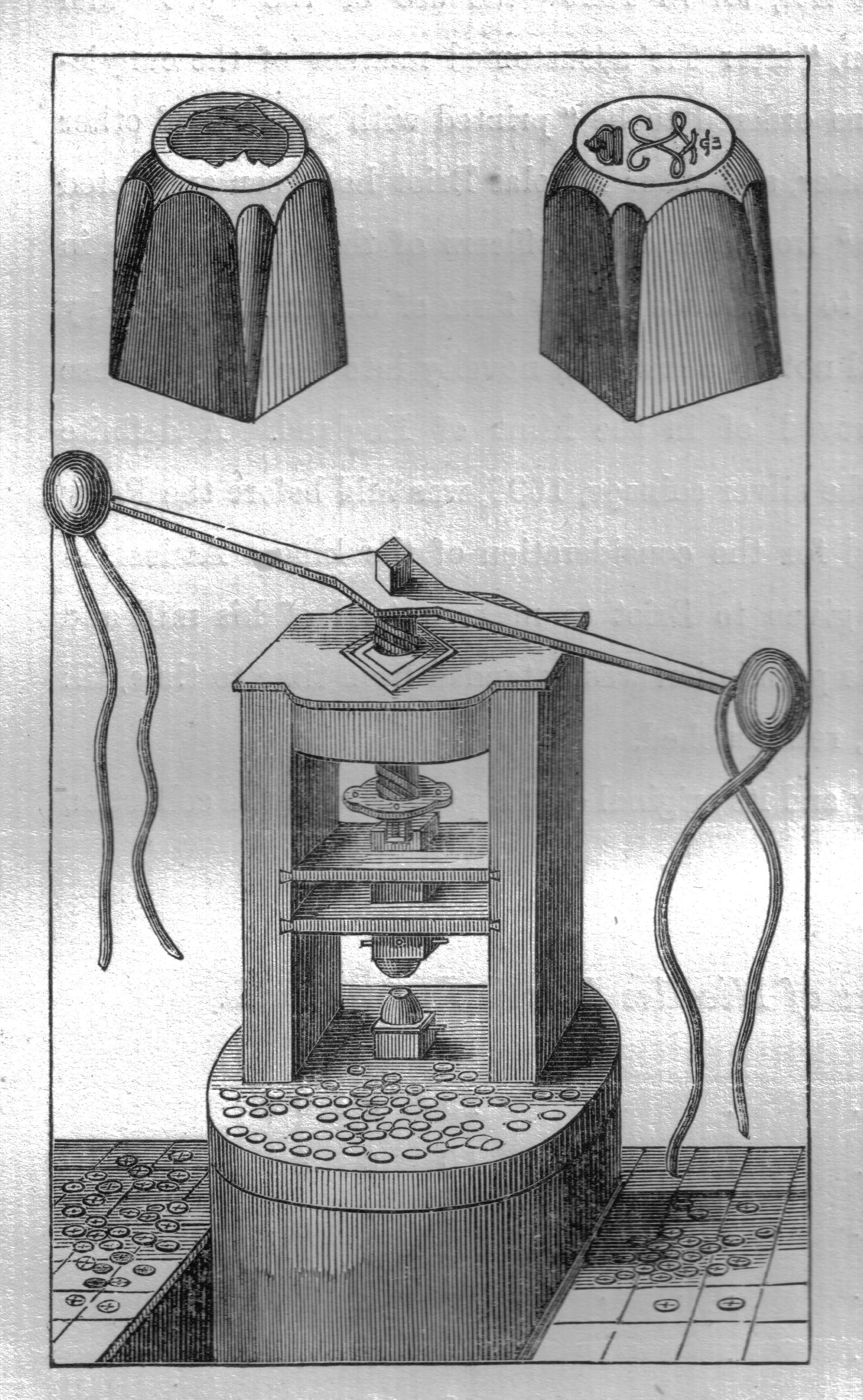
Un volant per a la producció de monedes 'fresades' amb les dues matrius superiors (trossells) ampliades a dalt.

Fins al 1550, les tècniques de moneda utilitzades en monedes europees no havien progressat des de la moneda martellejada de l'antiga Grècia. Això va ser problemàtic perquè un augment del subministrament de lingots procedents d'Europa central i Amèrica feia sobrepes. Això va provocar que les monedes de baixa qualitat es poguessin raspar o retallar, és a dir, es raspava el metall preciós de les vores de les monedes. D'acord amb la llei de Gresham, les monedes raspades van treure bones monedes fora de circulació, depreciant la moneda.
Els quaderns de Leonardo da Vinci mostraven que hi havia una manera millor i Donato Bramante, l'arquitecte que va fer el plànols inicials per a la Basílica de Sant Pere a Roma, va desenvolupar una premsa de cargol per fer que els  segells de plom de les butlles s'adjuntessin als documents papals. El 1550, l'ambaixador francès a Augsburg, Charles de Marillac, va veure una manera perquè França obtingués un avantatge econòmic sobre l'Imperi Romà Sant quan va saber que un enginyer local havia perfeccionat un procés mecànic d'enrotllar bullions fins al gruix necessari, tallar els blancs del metall enrotllat i retirar les monedes d'aquests buits. Aquesta tecnologia era molt més avançada que els processos generals de fabricació del segle xvi fent que les monedes siguin difícils de falsificar. Les negociacions que van obtenir drets sobre el procés per a França van ser tan secretes que l'inventor va ser identificat amb un nom de codi, però era molt probablement Marx Schwab. Aubin Olivier va anar a Augsburg per aprendre la tècnica i Enric II de França el va convertir en enginyer en cap d'una seca mecanitzada a París, anomenat el Moulin des Étuves, el 27 de març del 1551. Aquesta seca va produir una gran experiència. i monedes d'or i plata perfectament rodones. Tenir monedes perfectament rodones va facilitar la detecció dels retalls, però l'establiment de monedes no tindria res d'això i en una dècada, els ex-empleats del Moulin des Étuves trobaven feina a Navarra i Anglaterra.

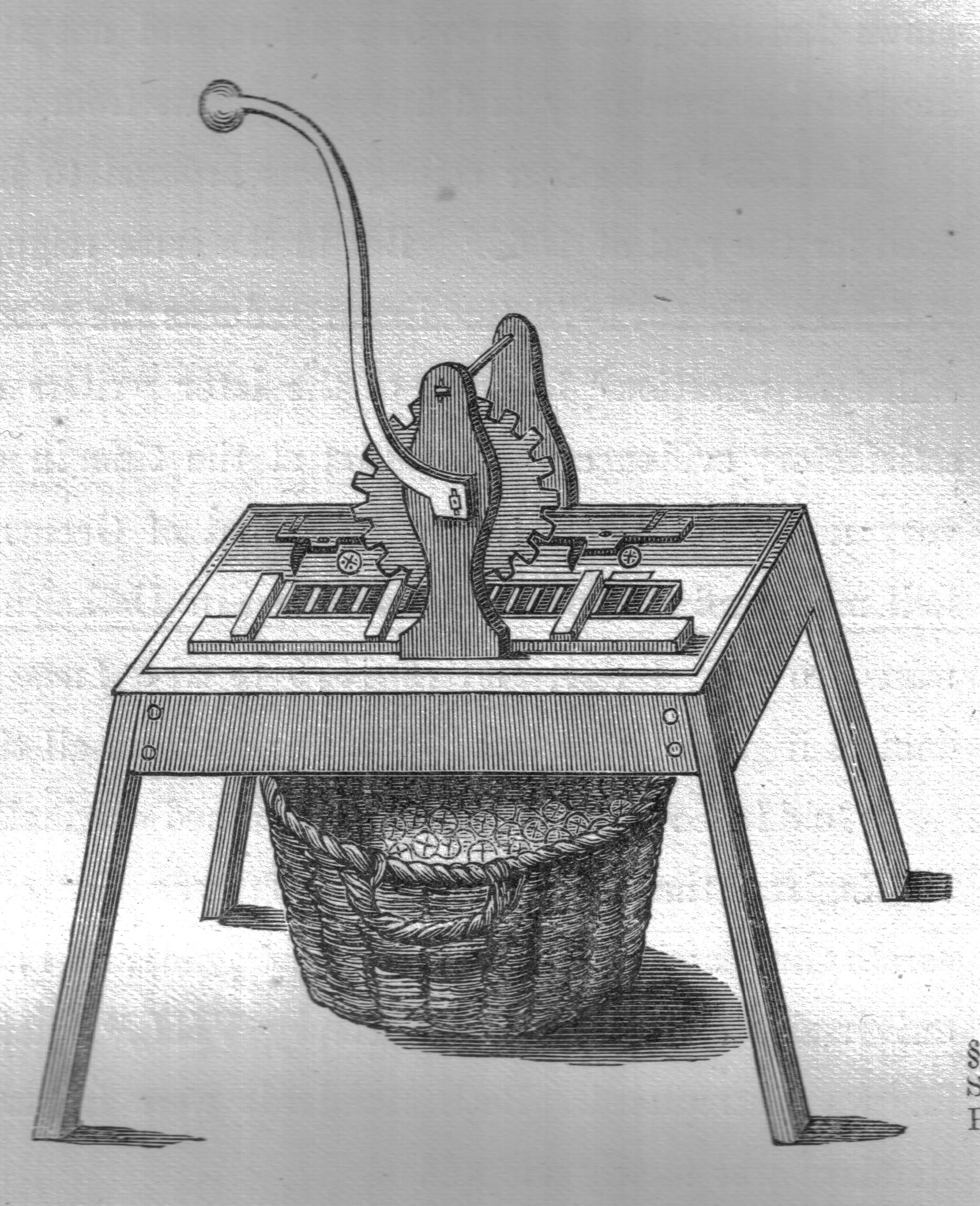
Un molí per inscriure o fresar les vores dels flams o cospells de monedes.

A Anglaterra, una proclamació de 1560 de Elizabeth I va intercanviar monedes antigues debatudes per noves monedes pures. La Tower Mint va afegir maquinària al seu martell per aquest "gran recanvi". Eloy Mestrelle va fer la transferència de tecnologia des de França, però quan les grans autoritzacions van acabar amb la seca el van descol·locar i el 1578 va ser penjat per falsificar. El 1610 els consellers de Barcelona demanàven permís per a encunyar moneda (de forma exclusiva en tot el Principat) mitjançant un molí basat el molí encunyador de Segòvia. El 1632, Carles I va emprar un altre refugiat francès, Nicholas Briot, per millorar els estàndards de moneda tant a Anglaterra com a Escòcia, que tenia la seva moneda pròpia fins a  1707, però la Guerra Civil anglesa va acabar amb la seva màquina. Un altre francès, Peter Blondeau, va proporcionar la maquinària per a una proposta de moneda dissenyada per Thomas Simon amb el retrat d'Oliver Cromwell. La  restauració de 1660 va acabar amb això, però el 1662 Carles II va recordar Blondeau per establir una moneda fabricada per màquines permanents. Va utilitzar un procés secret per col·locar lletres o altres dissenys a les vores de les monedes. La inscripció escollida per a la vora -  DECVS ET TVTAMEN, que significa un ornament i una salvaguarda - es refereix a la protecció contra retalls que proporcionava la vora de les lletres. d'acord amb la llei de Gresham, però, les monedes martellejades inferiors van limitar la circulació de les seves monedes fins que les monedes martellejades es van r el 1695.
Mentrestant, a l'Europa continental, França va readaptar la màquina de fabricar monedes el 1639. Totes les monedes fabricades i les martellejades van continuar a través del recuit de la plata francesa el 1641, però aquesta vegada va arribar el temps de la moneda i va arribar a les monedes franceses va acabar el 1645. Zuric i Heidelberg van experimentar amb maquinària de monedes el 1558 i el 1567 respectivament i la  Hall a Tirol el 1567 va adoptar permanentment maquinària de monedes. A diferència del cargol utilitzat a França i Anglaterra, Hall utilitzava una premsa. Aquí hi ha dos dissenys cilíndrics impressionats amb dissenys rodons que s'enrotllaven entre ells. A continuació, es van tallar monedes del metall enrotllat i impressionat. Aquesta tècnica es va estendre de Hall a [Colònia] el 1568, Dresden el 1574, Kremnica el 1577, Danzig el 1577, i altres petites mentes. El seu impacte més significatiu es va produir quan Felip II d'Espanya va utilitzar els seus fons personals per construir una seca a Segòvia, que va utilitzar aquesta tècnica per convertir la plata de les Amèriques a monedes de manera eficient, cosa que va permetre al rei pagar els seus deutes a millor que el que no podia. La moneda de Segòvia era propietat de la casa real del rei, però altres monedes espanyoles, dirigides pel Tresor Nacional, van continuar fent monedes martellejades durant dècades.

## Monedes de la Revolució Industrial
La Revolució Industrial va traslladar el focus de l'economia d'una empresa rural a una d'empresa urbana, basada en diners. La principal tecnologia de la Revolució Industrial, la màquina de vapor Watt, també va augmentar el nivell global d'activitat econòmica. Tots dos factors van augmentar la demanda de monedes. Les fàbriques es van finançar mitjançant la introducció del paper moneda i del crèdit, però estaven obligades a pagar als seus treballadors amb monedes de coure i a Anglaterra les monedes de coure eren escasses. Matthew Boulton havia recolzat el desenvolupament del motor de vapor de Watt i el va utilitzar per moure maquinària per fabricar monedes a la seva fabrica del Soho. Boulton va col·locar monedes per a la Companyia de l'Índia Oriental, va subministrar maquinària d'encunyament a vapor a la ceca de Moscou, i van fabricar fitxes privades que van circular àmpliament a Anglaterra. El 1797, Boulton va rebre un contracte per encunyar les monedes reials britàniques de coure anomenades  cartwheels. El 1805, va rebre un altre contracte per subministrar maquinària de monedes amb combustible quan el Royal Mint britànica va abandonar la torre de Londres i va establir una nova instal·lació a Little Tower Hill.

## A les Amèriques i a l'Orient
Quan Espanya va introduir les monedes a Amèrica el 1536, les monedes encara es feien amb martell. La finesa de la plata en aquesta moneda es va reduir el 1732 i la ceca de la Ciutat de Mèxic va començar a encunyar les noves monedes amb maquinària. Seguiren altres encunyacions espanyoles i la seva thaler moneda de plata el "ral de vuit" va ser conegudes com a  dòlars espanyols.
El dòlar espanyol, i el seu successor el Peso mexicà, van ser àmpliament utilitzats en el comerç amb l'Orient, on abans es colaven monedes. En el que ara és Vietnam, l'emperador Minh Mạng va introduir una moneda basada en el dòlar mil·lenari espanyol el 1832. Els posteriors governants francesos de la zona tenien una moneda basada en el dòlar espanyol mil·lenari colpejat a la moneda de París.  Commodore Perry va obrir Japó al comerç exterior, que es pagava principalment en pesos mexicans, el 1853. El 1870, dos anys després que el  shogunate fos enderrocat, l'emperador restaurat  Meiji va construir una menta a Osaka i va importar maquinària de tintura de Birmingham, Anglaterra. Així mateix, els dòlars migrats espanyols i els pesos mexicans es van convertir en la moneda principal utilitzada per al comerç de grans parts del sud de la Xina durant mitjans del segle 1800. Xina va col·locar monedes similars per a Turkestan el 1877 i per a ús propi el 1890.
A la pràctica moderna als Estats Units, la vora fresada, pot referir-se a la vora elevada de la cara de la moneda, aplicada per una fresadora especial després de tallar i polir les monedes. A més a més, es pot considerar la part de l'aresta fresada  reedició de monedes de més valor, aplicada al voltant de la moneda un cop estampada.